# Julia Marton-Lefèvre
Julia Marton-Lefèvre (née en 1946 à Budapest) est une écologue franco-américaine.

## Biographie
Julia Marton-Lefèvre commence sa carrière en tant que professeure d'université pour l'association Corps de la paix[Quoi ?], entre 1970 et 1974.
Après avoir travaillé quatre ans pour l'UNESCO, elle est directrice exécutive du Conseil international pour la science de 1978 à 1997.
Entre 1997 et 2005, elle est directrice exécutive de LEAD International (Leadership for Environment and Development), un programme mis en place par la Fondation Rockefeller dans le but de rassembler et de former des leaders en milieu de carrière venus du monde entier pour améliorer leurs compétences en leadership autour du monde.
En mai 2005, elle devient rectrice pour l'Université pour la paix, une institution académique internationale mise en place par l'ONU, avant de rejoindre en décembre 2006 l'Union internationale pour la conservation de la nature comme directrice générale.

## Distinctions
- 1999 : Prix de la coopération scientifique internationale (en) de l'Association américaine pour l'avancement des sciences[1]
- 2012 : ProNatura Award décerné par le gouvernement hongrois[2]
- 2019 : Lifetime achievement Award de la National Council for Science and the Environment (en)

## Décorations
- Chevalier de la Légion d'honneur Elle est faite chevalier le 30 janvier 2008[3].
- Officier de l'ordre national du Mérite Elle est directement faite officier le 15 novembre 2018[4].
- Officier de l'ordre de Saint-Charles. Elle est faite chevalier le 17 novembre 2010, puis est promue officier le 17 novembre 2019[5].